# 黒い瞳 (テレビドラマ)
『黒い瞳』（くろいひとみ）は、1999年に放映された日本のテレビドラマ。原作は藤堂志津子の短編集『目醒め』に所収されている同名の短編小説。北海道札幌市を舞台として、義姉妹2人の姉妹愛、1人の男性を巡る姉妹2人の葛藤、姉妹の微妙な心理の揺れ動きを心理劇として描いた単発ドラマである。北海道テレビ（HTB）が製作し、1999年8月28日にテレビ朝日系列で「藤堂志津子スペシャル」として全国放映された。主演は清水美砂と遠山景織子。

## あらすじ
義姉妹の田所恭子と美奈は、札幌市内のマンションで2人暮しである。姉の恭子は真面目な会社員、妹の美奈は奔放なフリーターと、性格も仕事も対照的であり、心は離れ離れになりがちで、2人は一定の距離を置いて生活している。
恭子には恋人の平野進がいるが、恭子は彼との仲はうまくいっていないことに悩む。美奈もなぜか、恭子と平野の結婚に強く反対し、恭子はそんな美奈の心情を理解できない。
ある日、平野は恭子を、同僚と美奈を交えて4人での食事に誘う。食事の席で、平野は酒に酔って恭子の批判を始める。恭子は不信感と嫉妬から、美奈に部屋を出るように言う。美奈は、実は平野が自分に言い寄っていたことを告白し、恭子のもとを去る。後日、恭子は美奈の部屋で手紙を見つける。

## キャスト
- 田所 恭子 - 清水美砂[7]
- 田所 美奈 - 遠山景織子[7]
- 平野 進 - 篠原秀豊[7]

## スタッフ
- 原作  - 藤堂志津子『黒い瞳』[8]
- 脚本 - 木村由加子[8]
- 演出 - 多田健[8]
- プロデューサー - 林亮一、四宮康雅、安井ひろみ[8]

## 製作
HTBが自社制作した5作目のドラマである。HTBのドラマはそれまでは東京都のプロダクションと共同制作であったが、本作より自社制作に移行した。プロデューサーの四宮康雅によれば、ドラマ製作に予算を費やすことに難色を示す声が上がったことが、その理由とされる。地元での制作に拘り、撮影は全編にわたって札幌市内で、1999年6月に10日間にわたって行われた。原作者の藤堂志津子は札幌市在住であり、藤堂もレストランの客役でエキストラとして出演した。  
しかし当時のHTBはまだ自社制作への移行後も、脚本家や俳優事務所も捜すことが困難であったため、脚本作りとキャスティングに関しては、東京のフリーランスのドラマプロデューサーに参加を依頼した。四宮康雅は「HTBの人間が脚本やキャティングに参加できないことは間違いであり、自社ドラマを作っていることにはならない」と考えたことで、正しいHTBドラマの製作を試行錯誤した末、翌2000年のドラマ『ひかりのまち』からは脚本やキャティングも含めて、完全に自社制作に移行することとなった。

## 作品の評価
清水美砂と遠山景織子の2人の演技により、台詞にはない女性の心理が表現されている作風が評価された。視聴率は、土曜日の日中のドラマとしては高い数字を記録した。放映翌年の2000年5月には、照明家にとって最も権威があるとされる第19回日本照明家協会賞において、テレビ部門で努力賞を受賞した。
一方で、「女性の微妙な心理の描写には、1時間ドラマでは短すぎたかもしれない」との声もあった。これについては、演出を担当したHTBのディレクターの多田健が、地方局の予算不足から「予算の関係で1時間ドラマが精いっぱい」と語っていた。
また、「せっかく北海道で作っているのに、地方らしさが全然ない」「東京キー局などと同じ発想で作っていても意味がない」との声もあった。四宮康雅もこの意見を受けて、「地方がドラマに挑んでいる意味が見えなかった」と反省している。このことでHTBでは、次作『ひかりのまち』より、観光地として知られる函館市を舞台にするなど、北海道の地域色を重視したドラマ作りに取り組むこととなった。